# Discografie van Mr. Polska
Hieronder volgt de discografie van de Nederlandse rapper Mr. Polska, met name zijn albums en zijn nummers met een notering in een hitlijst. 

## Albums
| Album                    | Verschijnen      | Label         | Hitlijsten | Hitlijsten | Hitlijsten | Hitlijsten | Opmerkingen |
| Album                    | Verschijnen      | Label         | BE (VL)    | BE (VL)    | NL         | NL         | Opmerkingen |
| Album                    | Verschijnen      | Label         | Piek       | Weken      | Piek       | Weken      | Opmerkingen |
| ------------------------ | ---------------- | ------------- | ---------- | ---------- | ---------- | ---------- | ----------- |
| Waardevolle gezelligheid | 2 februari 2012  | Nouveau Riche | —          | —          | 30         | 3          | Studioalbum |
| Snoller                  | 13 februari 2015 | Nouveau Riche | 110        | 1          | 18         | 2          | Studioalbum |
| De sloper                | 14 december 2018 | Noah's Ark BV | —          | —          | —          | —          | Studioalbum |
| Bajki Na Dobranoc        | 19 juni 2020     | MyMusic       | —          | —          | —          | —          | Studioalbum |
| Make Money & Crash Cars  | 2 juli 2021      | MyMusic       | —          | —          | —          | —          | Studioalbum |

## Nummers met een notering in een hitlijst
| Lied                                     | Verschijnen       | Album                                                           | Hitlijsten | Hitlijsten | Hitlijsten  | Hitlijsten  | Hitlijsten   | Hitlijsten   | Opmerkingen          |
| Lied                                     | Verschijnen       | Album                                                           | BE (VL)    | BE (VL)    | NL (Top 40) | NL (Top 40) | NL (Top 100) | NL (Top 100) | Opmerkingen          |
| Lied                                     | Verschijnen       | Album                                                           | Piek       | Weken      | Piek        | Weken       | Piek         | Weken        | Opmerkingen          |
| ---------------------------------------- | ----------------- | --------------------------------------------------------------- | ---------- | ---------- | ----------- | ----------- | ------------ | ------------ | -------------------- |
| Soldaatje (met Ronnie Flex)              | 22 juni 2012      | Waardevolle gezelligheid                                        | —          | —          | —           | —           | 84           | 4            |                      |
| Krokobil (met Yellow Claw en Sjaak)      | 2 juli 2012       | —                                                               | 40         | 2          | 12          | 9           | 5            | 15           |                      |
| Hausa wausa                              | 7 november 2012   | Alziend Oor II (Nouveau Riche album)                            | —          | —          | —           | —           | 42           | 10           |                      |
| Vlammen                                  | 28 mei 2013       | Alziend Oor II (Nouveau Riche album)                            | —          | —          | 27          | 7           | 33           | 14           |                      |
| Zusje (met Ronnie Flex)                  | 23 januari 2014   | De nacht is nog jong, net als wij voor altijd (van Ronnie Flex) | —          | —          | 25          | 8           | 43           | 13           |                      |
| De libi                                  | 25 april 2014     | Snoller                                                         | —          | —          | tip24       | —           | —            | —            |                      |
| Ravotten (met Ronnie Flex)               | 16 januari 2015   | Snoller                                                         | —          | —          | tip3        | —           | 58           | 14           |                      |
| Love somebody (met Tony Junior)          | 11 april 2015     | —                                                               | —          | —          | tip8        | —           | —            | —            |                      |
| Niemand (met Ronnie Flex)                | 25 september 2015 | —                                                               | —          | —          | 3           | 18          | 2            | 31           | Platina in Nederland |
| Samen (met Teske)                        | 6 mei 2016        | —                                                               | —          | —          | 37          | 3           | 36           | 13           | Platina in Nederland |
| Volg me (met Ronnie Flex en Lil' Kleine) | 30 juni 2017      | Rémi (van Ronnie Flex)                                          | —          | —          | —           | —           | 34           | 2            | Goud in Nederland    |
| Stunt (met Rollàn)                       | 30 juni 2017      | —                                                               | —          | —          | tip12       | —           | —            | —            |                      |
| Hop hop hop (met Lil' Kleine)            | 25 december 2017  | —                                                               | tip28      | —          | tip5        | —           | 29           | 4            |                      |
| Rakata (met Bizzey en Kippie)            | 16 februari 2018  | November (van Bizzey)                                           | —          | —          | —           | —           | 81           | 1            |                      |
| ABC (met Turfy Gang)                     | 18 maart 2022     | —                                                               | —          | —          | —           | —           | 43           | 4            | Goud in Nederland    |